# 11명이나 있어!
《11명이나 있어!》(11人もいる!, じゅういちにんもいる! 주이치닌모이루![*])는 2011년 10월 21일부터 12월 16일까지 TV 아사히에서 매주 금요일 23:15 ~ 24:15에 방송된 일본의 텔레비전 드라마이다.
쿠도 칸쿠로 각본, 카미키 류노스케 주연.

## 개요
대가족을 테마로 하여 코미디와 동시에 진지한 요소의 홈 드라마. 8명의 아이가 있는 가난한 10명의 가족들 앞에(보이는 것은 사이고 뿐), 죽은 미노루의 전처가 갑작스럽게 나타나 11명이 된 가족의 고군분투를 그린다.
주연 카미키 류노스케는 2007년작 《탐정학원 Q》(NTV) 이후 4년만에 연속극 주연을 맡았다. 쿠도 칸쿠로는 《미래강사 메구루》 이후 2년만에 금요 나이트 드라마 시간대 드라마의 각본을 담당하였다. 또한 카미키는 2003년 쿠도가 각본을 쓴 《나의 마법사》에 게스트로 출연하였으며, 당시 1세였던 카토 세이시로 역시 최종화에 출연한 인연이 있다.

## 줄거리
사나다 가(家)는 10명의 대가족. 카메라맨이지만 일거리가 거의 없는 미노루, 미노루의 아내이자 카페 ‘양지 (日だまり)’를 운영하는 메구미, 아침에는 신문 배달, 저녁에서는 주유소 아르바이트를 하며 가계를 꾸리는 고등학교 3학년 장남 가즈오를 필두로 한 8명의 아이들이 북적대는 “가난일가”는 유복하지 않은 생활을 하고 있다. 그러던 어느 날, 오남이자 일가의 막내 초등학교 2학년생 사이고가 오밤중에 벽장 속에서 들리는 소리에 잠이 깬다. 벽장문을 연 사이고의 눈 앞에 나타나는 얇은 가운을 입은 여자 귀신. 귀신은 미노루의 전처이자, 사이고 외의 형제들의 생모인 메구미인 것이었다. 그러나 메구미의 모습은 사이고 외의 사람들에게는 보이지 않는다.

## 등장 인물

### 사나다 家
- 사나다 가즈오 / 真田 一男 (18) - 카미키 류노스케 (어린 시절 : 미야기 요시아키 / 유아기 : 도노오카 쇼이치로)

사나다 家의 장남, 고교 3학년. 신문 배달, 주유소, 게이 바 아르바이트를 하며 생계를 유지한다(후에 미노루, 메구미에게 게이로 의심받아 게이 바는 그만둔다.). 자신을 희생해서라도 가족을 위해 최선을 다하는 것이 장남의 역할이라고 생각한다. 희로애락의 감정 표현이 심한 남자(자신도 알고 있으며, 그런 자신이 싫지만 어쩔 수 없다고 생각하고 있다.). 삼촌 ‘히로유키’에게서 “아버지 닮았네.”라는 말을 자주 듣는다.
성적은 좋지만, 같은 반 학생이 이름조차 기억하지 못하며, 졸업 앨범에 실릴 사진이 한 장도 없을 정도로 미미한 존재로 학교 생활을 하고 있지만 자각은 하지 못한다. 동정(童貞)인 것이 부끄럽다고 생각하여 주유소 아르바이트 동료 ‘스즈키 소아라’와 관계를 가진다.
- 사나다 미노루 / 真田 実 (42) - 타나베 세이치

사나다 家의 가장, 카메라맨. 인물 사진 촬영을 중심으로 활동하고 있지만, 요즘같은 시대에 아직도 필름 카메라를 쓰고 있어서인지 작업 의뢰가 전혀 들어오지 않는다. 그러나 고민따윈 하지 않는 대책없이 낙천적인 성격. 때문에 자신의 집이 가난하다는 의식이 전혀 없다.
전처 메구미(メグミ)와 사별한 후 일을 하며 만난 메구미(恵)와 속도위반 재혼했다. 메구미(メグミ)를 아직도 소중하게 생각한다.
- 사나다 메구미 / 真田 恵 (38) - 미츠우라 야스코

사나다 家의 어머니, 미노루의 재혼 상대 (후처). ‘사이고’의 생모이자, 다른 아이들의 계모. 외모는 수수하지만 아이들을 구별없이 사랑하고, 사진 일을 진지하게 생각하는 미노루를 존경하는 현모양처. 화가 나면 식탁을 뒤집어엎는 버릇이 있다.
결혼 전 가와고에에서 경영하던 카페 ‘산들바람 (そよ風)’에 취재차 방문한 인연으로 미노루와 사귀게 되었고, 임신(사이고)하여 결혼. 도쿄 사나다 家의 1층에 카페 ‘양지 (日だまり)’를 열지만 손님들의 발걸음은 뜸하다.
- 사나다 니코 / 真田 二子 (16) - 아리무라 카스미 (어린 시절 : 지바 호노카)

사나다 家의 장녀, 고교 2학년. 근면성실하며 집안일도 솔선수범하여 돕는다. 가즈오의 동급생 우노와 교제하고 있다.
- 사나다 미쓰코 / 真田 三子 (15) - 카나이 미키 (어린 시절 : 하타케야마 쓰무기)

사나다 家의 차녀, 중학교 3학년. 연예계에 입문하고 싶어한다. 물건을 잘 잃어버리는 버릇이 있어, 항상 무언가를 찾는다. EXILE 팬.
- 사나다 시로 / 真田 四郎 (13) - 히라오카 타쿠마 (어린 시절 : 나카무라 신)

사나다 家의 차남, 중학교 2학년. 야구부 소속. 분위기 파악 못하는 성격. 학교에서 집단 따돌림을 당하지만, 본인은 자각하지 못하고 있다.
- 사나다 사쓰키 / 真田 五月 (12) - 아카이시 나나 (어린 시절 : 다케이 료나)

사나다 家의 삼녀, 초등학교 6학년. 비만. 집안 제일의 대식가이다.
- 사나다 로쿠스케 / 真田 六助 (10) - 후쿠시마 호쿠토

사나다 家의 삼남, 나나오와 쌍둥이이며 초등학교 5학년. 나나오와의 구별은 가족도 하기 힘들어한다. 소녀시대 팬.
- 사나다 나나오 / 真田 七男 (10) - 후쿠시마 카이토

사나다 家의 사남, 로쿠스케와 쌍둥이이며 초등학교 5학년. 로쿠스케와 동시에 말할 때가 많다. 남자를 좋아할 것인가, 여자를 좋아할 것인가라는 주제에서 “남자가 좋아.”라고 대답했다.
- 사나다 사이고 / 真田 才悟 (7) - 카토 세이시로

사나다 家의 오남, 초등학교 2학년. 미노루와 메구미 사이에서 태어난 아이. 메구미와 같은 디자인의 빨간테 안경을 쓰고 있다. 가족 중에서 유일하게 귀신 ‘메구미’의 모습을 볼 수 있으며, 대화도 가능하다. 그 때문에 뜻밖에도 ‘메구미’의 말을 가족들에게 말해주는 대변인이 된다. 동명인 어머니와의 구별을 위해 메구미의 이름만 부른다.
조숙하기도 하여 메구미가 부탁을 들어주면 가슴을 만지게 해준다는 말을 철썩같이 믿고 호시탐탐 메구미의 가슴을 노린다.
- 사나다 메구미 / 真田 メグミ (향년 30) - 히로스에 료코 (특별 출연)

미노루의 전처 (귀신). 사이고를 제외한 모든 아이들의 생모. 前 스트리퍼, 스트리퍼 시절의 예명은 ‘2대 빅토리아 란코’. 무대 사진 촬영을 계기로 미노루를 만나 결혼, 7명의 아이를 낳는다.
살아있다면 메구미(惠)와 동갑. 귀신으로 사나다 家에 나타나지만 사이고 외의 사람에게는 보이지 않는다. 귀신이지만 물건을 만질 수 있다. 대주가이며, 입버릇도 행동도 불량하지만 아주 섬세하고 귀찮은 여자.

### 외
- 스즈키 소아라 / 鈴木 ソアラ - 노무라 마스미

가즈오의 아르바이트 선배이자 첫 경험 상대.
- 사나다 히로유키 / 真田 ヒロユキ (33) - 호시노 겐

미노루의 동생. 아기 용품 메이커 ‘마마 선샤인’의 사원이었으나, 회사가 엄청난 부채를 안게되자 사장이 돈을 가지고 달아나 현재는 취업준비생이다.
회사가 도산해 자살을 시도하지만 메구미의 도움을 받고 사나가 家로 이사해 온다.
- 다도코로 우사기 / 田所 兎 - 키타로

사이타마현 가와고에에 사는 메구미(惠)의 어머니.
- 도요타 샘 / 豊田 サム (31) - RED RICE

소아라의 남자친구. 험악한 외모와는 달리 신경질적이며 세심한 성격.
- 스즈키 히로미 / 鈴木 ヒロミ - 야나기사와 신고

소아라의 아버지. 가와사키에서 두부가게를 운영한다.
- 오메다 / 尾女田 - 코마츠 카즈시게

도쿄 도립 완간 고등학교 교사, 가즈오의 담임. 가즈오에게 추천, 장학금 제도를 이용해 대학에 가기를 추천한다.
TV 방송 가족 (다이나믹 家)
- 다이나믹 파파 - 미나가와 사루토키

대가족 다큐멘터리 프로그램에 출연하는 가족의 가장. 프로그램 속에서는 너그러우며 매력적인 사람으로 보이지만, 카페 ‘양지’에 방문했을 때 본성을 드러냈다.
- 다이나믹 마마 - 카와무라 에미코
- 다이나믹 장남 - 시이바 마사키
- 다이나믹 장녀 - 마츠자와 미사
- 다이나믹 차녀 - 사아야
- 다이나믹 삼녀 - 스즈키 마호

### 각 화 게스트
1 ~ 2화
- 마마 선샤인 前 사장 - 사토 지로 (제4, 최종화)

부채 때문에 잠적하여 모금 사기로 생활하고 있었으나, 미노루의 설득으로 회사에 돌아간다. 그러나 회산은 도산한다.
- 게이 바 마담 - 히다 야스히토 (최종화)

말장난을 좋아하는 게이 바 마담. 두 번 말하는 알아듣는 이야기를 세 번씩 말하는 가게에서 가장 요란한 인물. 가즈오에게 ‘포니’라는 가명을 붙인다.
- 가마타 - 나카무라 마코토 (제6, 8화)

‘주간 현실’ 기자. 미노루에게 게이 바 취재 촬영을 의뢰한다.
- 우노 - 류세이 료

가즈오의 같은 반 친구. 가벼운 마음으로 ‘니코’와 교제하지만, 실제로는 니코를 매우 소중히 대한다. 부자이며 대궐같은 집에서 대부분의 나날을 혼자 보낸다. 사나다 家와 교류하며 가족의 따뜻함에 대해 알게 된다.
3화
- 모리조노 레이카 - 아베 나나미

15세 아이돌. ‘미스 영 남자 콘테스트’ 출장자, 그랑프리 수상자.
- 나토리 유코 - 나토리 유코

《교토 지검의 여자》의 주연 배우. 콘테스트 심사위원으로서 출장자들과 즉흥 연기를 한다.
4화
- 하시모토 유키 - 요시다 카케루

시로를 괴롭히는 주범.
- 하라다 - 타카오카 코다이
- 고토 - 우스기 슌페이
- 가와이 - 타치바나 토시키
- 고마쓰 - 하기와라 리쿠

하시모토의 친구들.
- 야구소년 - 야스다 렌
- 완간 3중학교 불량 학생 - 니시하라 노부유키, 이시자카 시키, 우스기 린페이

제5화
- 시라토리 다쿠로 - 와타나베 진페이 (최종화)

센다이에서 전학 온 학생. 사쓰키에게 고백한다.
제6화
- 다도코로 가즈오 - 아와네 마코토 (제8화)

메구미의 동생. 주사 등 사람을 매우 귀찮게 한다.
- 구미코 - 노츠 유나노

나나오에게 호의를 베푸는 여자. 나나오를 좋아하지만 착각해 로쿠스케에게 고백한다.
- 혼조 - 마사오카 다이시

불구(佛具)가게 주인. 우사기의 남자 친구.
제6 ~ 7화
- 소토야마 겐스케 - 다카하시 잇세이

교통사고로 메구미를 죽이고 복역한 남자. 감옥에서 귀신이 된 메구미를 다시 만나 사랑에 빠진다.
제8화
- 아리카와 아스카 - 기 료코

임신 중인 여자 배우. 자신이 먼저 ‘주간 현실’의 표지 그라비아 모델을 의뢰하고, 미노루가 촬영하게 된다.
최종화
- 시타라 부동산 - 히무라 유키

사이고가 30세가 된 자신을 상상한 모습과 같다.
- 후나키 - 우메후네 아리에이

가즈오의 동창생. 일본의 복지제도를 바꾸기 위해 와세다를 중퇴하고, 3수 후 국립 대학에 입학한다.
- 사나다 하지메 - 구니토모 오토나 (생후 3개월) / 히라바야시 다쿠마 (생후 6개월)

가즈오와 소아라의 아이.

## 제작진
- 각본 - 쿠도 칸쿠로
- 음악 - 이즈쓰 아키오
- 내레이션 - 사나다 사이고 (가토 세이시로)
- 연출 - 가타야마 오사무 (TV 아사히), 가라키 아키히로 (5학년 D반)
- 총괄 프로듀서 - 구로다 데쓰야 (TV 아사히)
- 프로듀서 - 나카가와 치카코 (TV 아사히), 나카고미 다쿠야 (TV 아사히), 고이케 유이치 (이즈미 방송제작)
- 음악 프로듀서 - 시다 히로히데
- 기획협력 - 이즈미 방송제작
- 제작 - TV 아사히

## 주제가
- NICO Touches the Walls - bicycle (バイシクル / 큔 레코드)

## 방송일·부제·시청률
| 각 화                                                     | 방송일           | 부제 (원제)                          | 부제 (풀이)                                   | 연출            | 시청률 |
| --------------------------------------------------------- | ---------------- | ------------------------------------ | --------------------------------------------- | --------------- | ------ |
| 제1화                                                     | 2011년 10월 21일 | 宮藤官九郎が描く… 今だから“大家族”   | 쿠도 칸쿠로가 그리는... 지금이야말로 "대가족" | 가타야마 오사무 | 11.4%  |
| 제2화                                                     | 2011년 10월 28일 | 宮藤官九郎×大家族 亡き母のバースデー | 쿠도 칸쿠로×대가족 죽은 엄마의 생일           | 가타야마 오사무 | 9.4%   |
| 제3화                                                     | 2011년 11월 4일  | 名取裕子VS.我家のスター              | 나토리 유코 VS. 우리집 스타                   | 가라키 아키히로 | 7.9%   |
| 제4화                                                     | 2011년 11월 11일 | もう一人増えた気がする               | 한 명이 더는 것 같아                          | 가라키 아키히로 | 8.8%   |
| 제5화                                                     | 2011년 11월 18일 | 大家族は恋もテンコ盛り               | 대가족은 사랑도 고봉                          | 가타야마 오사무 | 7.5%   |
| 제6화                                                     | 2011년 11월 25일 | 10人しかいない気がする               | 10명 밖에 없는 것 같아                        | 가라키 아키히로 | 7.1%   |
| 제7화                                                     | 2011년 12월 2일  | 涙の大家族!! 亡母の真実              | 눈물의 대가족!! 죽은 엄마의 진실              | 가타야마 오사무 | 9.5%   |
| 제8화                                                     | 2011년 12월 9일  | 母たちの反乱!! 父の混乱              | 엄마들의 반란!! 아빠의 혼란                   | 가라키 아키히로 | 9.4%   |
| 최종화                                                    | 2011년 12월 16일 | 11人が行く!! 響け大家族の歌          | 11명이 간다!! 울려퍼져라 대가족의 노래        | 가타야마 오사무 | 7.5%   |
| 평균 시청률 8.72% (시청률은 간토 지구 비디오 리서치 조사) |                  |                                      |                                               |                 |        |